# Brun katthaj
Brun katthaj (Apristurus brunneus) är en hajart som först beskrevs av Gilbert 1892.  Brun katthaj ingår i släktet Apristurus och familjen rödhajar. Inga underarter finns listade.
Denna haj förekommer i östra Stilla havet vid kusterna från Alaska till halvön Baja California samt från Costa Rica till norra Peru. Brun katthaj vistas vanligen i områden som ligger 30 till 1300 meter under havsytan. Honor lägger ett ägg per tillfälle som skyddas av ett hölje. Äggen kläcks när ungen är cirka 7 cm lång.
Flera exemplar hamnar som bifångst i fiskenät. Hela populationens storlek är okänd. IUCN kategoriserar arten globalt som otillräckligt studerad.